# Miwa ARENA tour 2017 “SPLASH☆WORLD”
『miwa ARENA tour 2017 “SPLASH☆WORLD”』（ミワ アリーナ ツアー 2017 スプラッシュ ワールド）は、miwaの8枚目のライブ映像作品。

## 概要
2017年6月18日にさいたまスーパーアリーナで行われた、同名のライブコンサートツアーのファイナル公演を映像作品に収録したもの。DVD・BD、それぞれ初回生産限定盤・通常版の4種パッケージでリリース。
初回生産限定盤仕様は、三方背ケース入り、ブックレットとポストカード、ライブ音源を収録したCD付き。特典映像は、他の公演限定のスペシャルゲスト曲目2曲など。
音声トラック：リニアPCM (48KHz/24bit)

## 収録曲

### Disc1
初回生産限定盤、通常版共通部分は以下の通り。
1. 泣恋
2. シャンランラン
3. Princess
4. 君に出会えたから
5. 変わらぬ想い
6. コットンの季節
7. Chasing hearts
8. めぐろ川
9. サヨナラ
10. 夜空。
11. アイオクリ
12. 君と100回目の恋
13. ATTENTION
14. Faith
15. B.O.Y
16. ヒカリヘ
17. SPLASH
18. あなたがここにいて抱きしめることができるなら
19. シャイニー
20. 360°
21. ストレスフリー
22. 結 -ゆい-

アンコールはM.19以降。

#### 特典映像 (初回生産限定盤のみ)
1. 変わらぬ想い with Scott & Rivers　（日本ガイシホール 2017年4月22日公演より）
2. サヨナラ feat. MC.waka　（横浜アリーナ 2017年6月11日公演より）
  - オードリーの若林正恭がラップで登場。なお、2014年の "史上最大のショーパブ祭り"で披露したバージョン[2]とはラップ内容も異なる。
3. メイキング映像

### Disc2 (初回生産限定盤のみ)
ライブ音源CD。
1. 泣恋
2. シャンランラン
3. Princess
4. 変わらぬ想い
5. めぐろ川
6. 夜空。
7. アイオクリ
8. 君と100回目の恋
9. ATTENTION
10. ヒカリヘ
11. SPLASH
12. あなたがここにいて抱きしめることができるなら
13. 結 -ゆい-